# Jairo Iglesias
Jairo Iglesias es un director gallego nacido en Santiago de Compostela (La Coruña). Fue el director más joven en ganar un Mestre Mateo de la Academia Gallega del Audiovisual.

## Biografía
Su pasión por el cine nace al ver Tesis, del realizador Alejandro Amenábar, al que considera su mayor referente. Realiza su primer montaje digital en el colegio de La Salle, en 2001, a partir del cual se interesa por el cine. Tres años más tarde ingresa en la Escuela de Imagen y Sonido de A Coruña donde realiza los estudios de imagen (2004-2006) y realización audiovisual y espectáculos (2006 - ).
En 2005, rueda, junto con al actor Tamar Novas, el cortometraje Retrato; juntando en el equipo a otros actores de prestigio como María Castro, Sara Casasnovas, César Goldi, Estíbaliz Veiga y Sergio Suárez. A partir de la experiencia, funda, junto con Sara Horta una pequeña productora homónima a su primer cortometraje.
En 2006, estrena Cicatrices, su segundo cortometraje, donde toca la temática social. Con nombres en el reparto de la talla de Isabel Blanco, Estíbaliz Veiga y Xabier Deive. El cortometraje ganó el premio a "Mejor Cortometraje de Ficción" en los Premios Mestre Mateo 2006.
En mayo de 2007, estrenó Rosa dos Ventos, su tercer cortometraje, rodado íntegramente en gallego. Fue nominado a "Mejor Cortometraje de Ficción" en los Premios Mestre Mateo 2007.
En agosto de 2007, es invitado a participar en el Festival ON&OFF de Ribadeo, para rodar un cortometraje en 4 días; rodando, montando y estrenándolo ese mismo fin de semana. El cortometraje lleva por nombre 1936.Ribadeo y está ambientado en la guerra civil española. Su último cortometraje, Cores, también está ambientado en la guerra civil española, y como en su anterior trabajo, muestra un toque de realismo mágico. Acumuló premios en varios festivales.

## Filmografía
Como director:

CORTOMETRAJES
2011. Efectos Colaterales.
2009. Campás
2008. Cores
2008. 1936 Ribadeo
2007. Rosa dos ventos
2006. Cicatrices

DOCUMENTALES
2015. Bts “El Desconocido“. Vaca Films
2015. La gran aventura. El día que empecé a vivir.
2015. RUXE RUXE. 18 Anos de música en galego.
2014. Espello deportivo
2012. Danza do poema emocionado.
2012. Gallaecia petrea. CidadedaCultura.

VIDEOCLIPS
2013. Acción Reacción [Machina].
2012. A dónde iremos a parar? [Lola's club]
2012. A lomos de un susurro. [Desalojo]
2010. Heroes [Iago Pico & Cobus Potgieter]
2009. Buratos [Ruxe-Ruxe]

PUBLICIDAD
2014. Todo vuelve a empezar
2014. Antón Ruanova. Triatleta.
2013. Todo es posible. Santiago Futsal
2012. Sempre compos.
2012. Somos lobelle, y tú?
2012. Riveira é moito máis.
2012. Atendo Calidade.
2011. Real Conservera Española.
2010. Pub. Hai alternativa, hai futuro. TVG

Filmografía técnica:

FOTOGRAFÍA
2015. BTS “Noche y día“. Enrique Iglesias
2015. Torre de Breoghán. Documental dirixido por J. Coira.
2015. Torre de Breogán. Concerto Luar na Lubre
2014. Smart Cities. La Coruña. Urban Simulations
2014. Bonaire CC. Valencia. Urban Simulations
2014. “U“. Universidad de Miami. Urban Simulations
2013-2015. Vídeos agencia de viaje EUROPAMUNDO

COLORISTA
2015. Unary. Cortometraje.
2014. Formol. Cortometraje.
2013. QVACM. Prosopopeya producciones. Cortometraje.
2013. REAL LOVE. Cuentometraje.
2012. 9 Olas. Largometraje.

TELEVISIÓN
2012. Granjero busca esposa. Cuatro.
Rosario. Telefilme. Dir. Mario Iglesias.

## Premios
- 2009. CAMPÁS. Mejor Cortometraje. Festival nacional de Cortometrajes La Rioja.
- 2008. CORES. Mejor Cortometraje Nacional. XIII Festival de Cine de Zaragoza
- 2008. CORES. Ganador. Festival de Cortometrajes La Audiencia de Salamanca
- 2008. CORES. Mellor Vestiario. Festival Internacional de Curtametraxes de Bueu.
- 2008. CORES. Mellor Director. Festival de Curtametraxes Corten de La Rioja.
- 2008. CORES. Mellor Curtametraxe. Festival de Curtametraxes de Siles (Jaén)
- 2008. CORES. 2º Premio. Mellor curta. Festival de curtametraxes de Albalanejo (Cuenca)
- 2008. CORES. 2º Premio. Festival Internacional de Microcurts de Igualada.
- 2008. CORES. Mellor Curtametraxe. Festival Cidade de Sada
- 2008. CORES. Mellor Guion. Festival Cidade de Sada
- 2008. CORES. Premio do Público. Festival Nacional de Curtas “Redondela en curto”
- 2008. ROSA DOS VENTOS. Nominada ó Mestre Mateo á Mellor Curta de Ficción 2007. Academia Galega do Audiovisual.
- 2008. ROSA DOS VENTOS. Mellor Actriz. Festival Cidade de Sada
- 2007. ROSA DOS VENTOS. Mellor película SantiagoSete 2007. Premio dos lectores.
- 2007. CICATRICES. Mestre Mateo 2006 á Mellor Curta de Ficción. Academia Galega do Audiovisual.
- 2006. CLAUSTROFILIA. Premio AVID ‘non te curtes’. Curtocircuito 2006
- 2006. LLÁMAME. Premio Acción Concello de Boiro

## Enlaces
- Página oficial
- Cultura Galega
- Pixelfims
- Rosa dos ventos

- Datos: Q3394429